# ورژ یوسفی
ورژ یوسفی  بازیکن فوتبال بازنشسته  ارمنی‌تبار اهل ایران است.

## باشگاهی
از باشگاه‌هایی که در توپ زده‌است می‌توان آرارات تهران را اشاره کرد.